# Hawa Sisay-Sabally
Pour les articles homonymes, voir Sisay et Sabally.
Hawa Sisay-Sabally est une avocate gambienne qui a occupé le poste de procureure générale du pays de 1996 à 1998. Depuis, elle met à profit sa notoriété, et son expérience de pionnière, dans la lutte contre la corruption en Gambie, et représente des personnalités politiques de l'opposition dans des affaires pénales concernant leur participation à des manifestations en faveur de la démocratie.

## Eléments biographiques
Le père de Sisay-Sabally était l'ancien ministre du Commerce et des Finances Sheriff Saikouba Sisay.
Sisay-Sabally a été nommée ministre de la Justice et procureure générale sous la présidence de Yahya Jammeh en avril 1996, première femme gambienne à ce poste. Elle a été remplacée par Fatou Bensouda le 31 juillet 1998.
Elle est mariée à Ousman Sabally, un enseignant qu'elle a représenté en 2001 après qu'il a été agressé par des agents de la sécurité de l'État.
Après l'adoption par le gouvernement, en 2001, d'une loi controversée, permettant au président de protéger des personnes contre des poursuites judiciaires, Hawa Sisay-Sabally s'est élevée contre cette loi, qu'elle a qualifiée de « coup d'État contre la constitution de 1997 ». Cette loi a été adoptée pour empêcher la poursuite de membres du personnel de sécurité pour leur rôle dans la mort de 14 étudiants en avril 2000.
Haway Sisay-Sabally est membre de l'Association des femmes juristes de Gambie, fondée en 2007 pour faire pression en faveur de l'égalité des sexes en Gambie par le biais d'une réforme législative. Elle est également membre de Transparency International et du Réseau des avocats pour la défense des journalistes en Afrique de l'Ouest et s'est prononcée contre la corruption en Gambie.
En 2016, elle a été l'une des avocates représentant l'opposant du Parti démocratique unifié Ousainou Darboe et d'autres personnes emprisonnées pour avoir organisé des manifestations en faveur de la démocratie avant l'élection présidentielle de 2016,.